# Salvagnac
Salvagnac è un comune francese di 1 088 abitanti situato nel dipartimento del Tarn nella regione dell'Occitania.

## Società

### Evoluzione demografica
Abitanti censiti